# Rod Serling
Rod Serling (Syracuse, 25 de desembre de 1924 − Rochester, 28 de juny de 1975) va ser un guionista estatunidenc. Va ser el creador de la sèrie de televisió The Twilight Zone.

## Biografia
Boxejador aficionat en la seva joventut, després paracaigudista en l'exèrcit estatunidenc en la Segona Guerra Mundial, Rod Serling es llança a l'escriptura de guions al final del conflicte militar.
En paral·lel als seus estudis en literatura a l'Antioch College de Yellow Springs, guanya, el 1949, el segon premi d'un concurs organitzat pel programa de ràdio Dr. Christian. Després d'haver escrit nombrosos guions per la televisió a partir de 1951, obté finalment un Premi Emmy el 1955 per a un episodi de la sèrie Kraft Television Theatre titulat Patterns. Guanyarà de nou aquesta recompensa l'any següent amb un episodi de la sèrie Playhouse 90 titulat Requiem for a Heavyweight després amb el telefilm The Comedian el 1957.
De cara a la censura que li impedeix abordar temes políticament polèmics, Rod Serling escull utilitzar la ciència-ficció per realitzar una crítica de la societat americana.

### The Twilight Zone
És així com naixerà la sèrie The Twilight Zone, que suposarà 156 episodis difosos de 1959 a 1964 als Estats Units i per a la qual Rod Serling guanyarà dos premis Emmy al millor guionista el 1960 i 1961.
Aquesta sèrie porta la seva marca, ja que a més a més d'haver-la creat, haurà escrit el guió de 92 episodis. Després de la seva difusió completa, la sèrie serà seguida per La Cinquena Dimensió després més recentment per La Tretzena Dimensió que en reprenen totes dues el concepte original.

### Night Gallery
El 1969, NBC difon un projecte pilot de Serling per a una nova sèrie: Night Gallery. Tenint lloc en un museu, el pilot mostra Serling introduint tres històries fantàstiques, amb l'ajuda de tres pintures.

La sèrie comença realment a ser difosa a partir de desembre de 1970, ja que la primera temporada es va retardar. Reprèn temes més propers a la novel·la gòtica i a l'ocultisme que The Twilight Zone.

Serling ha escrit aproximadament un terç dels guions, però es va descarregar de les nombroses responsabilitats que li pesaven, per tal de tenir un paper més creatiu. A partir de la tercera temporada, alguns dels seus guions són rebutjats. La sèrie s'atura el 1973. No ha estat tan popular com The Twilight Zone, del qual és de vegades considerada com una pàl·lida copia.

### Els últims anys
Rod Serling ha estat igualment coguionista de la pel·lícula El planeta dels simis de Franklin J. Schaffner estrenada el 1968. Sent l'autor més premiat en la història de la televisió als Estats Units (amb sis Emmys), Rod Serling mor el 28 de juny de 1975 a Rochester, a l'Estat de Nova York.

## Filmografia principal

### Guionista i creador
- 1959-1964: The Twilight Zone (sèrie de televisió)

### Guionista
- 1961: Rèquiem per a un campió de Ralph Nelson
- 1964: Set dies de maig de John Frankenheimer
- 1968: El planeta dels simis (Planet of the Apes) de Franklin J. Schaffner
- 1970-1973: Night Gallery (sèrie de televisió)

## Premis principals
- 1956: Premi Emmy al millor guió per a l'episodi Patterns de la sèrie Kraft Television Theatre
- 1957: Premi Emmy al millor guió per a l'episodi Requiem for a Heavyweight de la sèrie Playhouse 90
- 1957: Peabody Award al millor guió per a l'episodi Requiem for a Heavyweight de la sèrie Playhouse 90
- 1958: Premi Emmy de la millor adaptació per a The Comedian
- 1960: Premi Emmy al millor guió per a The Twilight Zone
- 1960: Premi Hugo a la millor sèrie per a The Twilight Zone
- 1961: Premi Emmy al millor guió per a The Twilight Zone
- 1961: Premi Hugo a la millor sèrie per a The Twilight Zone
- 1962: Premi Hugo a la millor sèrie per a The Twilight Zone
- 1964: Premi Emmy a la millor adaptació per a l'episodi It's Mental Work de la sèrie Bob Hope Presents The Chrysler Theatre